# 김인규 (1989년)
김인규(金仁圭, 1989년 11월 23일~)는 대한민국의 정치인이다. 김영삼 전 대통령의 손자, 김현철의 차남이기도 하다.

## 생애
1989년 11월 23일 서울특별시에서 김현철과 김정현 사이에서 2남 1녀 중 차남이자 둘째로 태어났다. 대일외국어고등학교, 토론토 대학교, 한동대학교 경영학 및 국제지역학 학사, 연세대학교 행정대학원 석사 과정을 수료하였다.
2017년 여름 바른정당 정병국 국회의원실 인턴으로 근무하며 정치에 입문하였다. 이후 2019년 1월부터 2020년 3월까지 문희상 국회의장실 정무비서로, 2020년 5월부터 2021년 9월까지 권영세 국회의원실 정책비서로  근무하였다. 윤석열 정부 출범 직후인 2022년 6월부터 2023년 10월까지 대한민국 대통령실 정무수석비서관실 행정관으로 근무하다가 2024년 제 22대 국회의원 선거에 출마하기 위해 사퇴하였다.
2024년 3월 7일 친할머니 손명순 여사가 별세해 조모상을 당하면서 총선 일정에 차질이 생겼다. #
결국 경선 끝에 곽규택이 선거에 나가도록 공천되었다.

## 가족 관계
- 증조할아버지:  김홍조 (1911년 9월 1일 ~ 2008년 9월 30일)
- 증조할머니: 박부련 (1907년 2월 22일 ~ 1960년 9월 25일)
  - 할아버지: 김영삼 (1929년 1월 14일 ~ 2015년 11월 22일)
  - 할머니: 손명순 (1929년 1월 16일 ~ 2024년 3월 7일)
    - 고모: 김혜영 (1952년 12월 29일 ~ )
    - 고모부: 이창해 (1948년 ~ )
    - 고모: 김혜정 (1954년 7월 7일 ~ )
    - 고모부: 송영석 (1950년 ~ )
    - 큰아버지: 김은철 (1956년 10월 7일 ~ 2024년 8월 7일)
    - 큰어머니: 황경미 (1958년 ~ )
      - 사촌누나: 김진 (1983년 ~ )
      - 사촌동생: 김성민 (1990년 ~ )

    - 아버지: 김현철 (1959년 3월 8일 ~ )
    - 어머니: 김정현 (1961년 ~ )
      - 형: 김인덕 (1986년 ~ )
      - 형수: 유채림 (1993년? ~ )
      - 여동생: 김인영 (1995년 ~ )
- 새증조할머니: 최남순(1925년~1971년)

## 소속 정당
- 국민의힘(2020~)

## 논란
- 2017년 2월 2일, 음주운전으로 벌금 150만원 처분을 받은 것으로 드러났다.#
  - 2023년 이 사건이 알려지게 되면서 사과문을 올렸다.